# Pilosella notha
Pilosella notha là một loài thực vật có hoa trong họ Cúc. Loài này được (Huter) S.Bräut. & Greuter mô tả khoa học đầu tiên năm 2007.